# Danilo Pennone

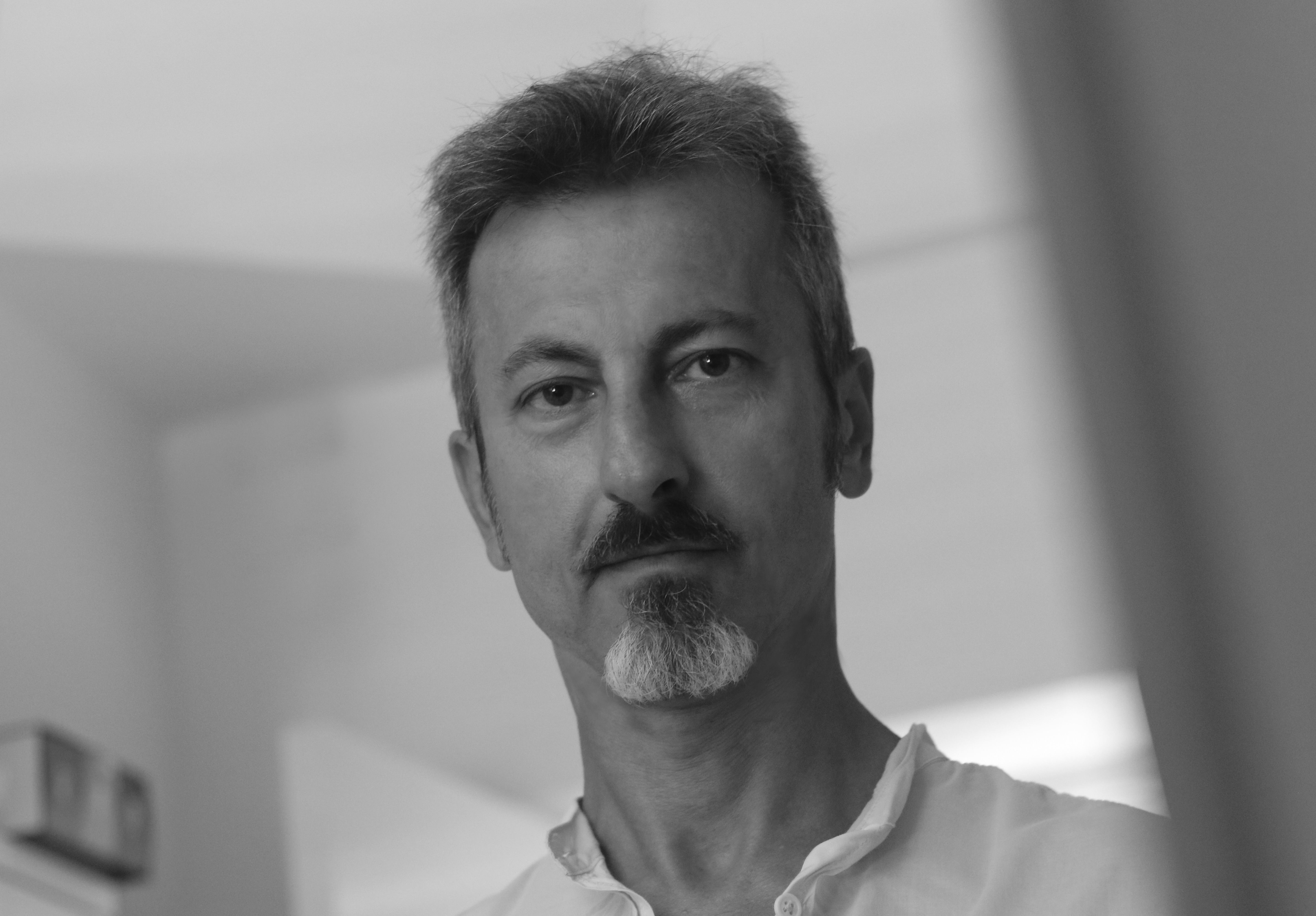
Danilo Pennone

Danilo Pennone (Roma, 14 luglio 1963) è uno scrittore e compositore italiano.

## Biografia
Laureato in Lettere, insegna a Roma. Le sue prime pubblicazioni risalgono alla fine degli anni Ottanta con saggi sulla mitologia celtica. Ha esordito nella narrativa nel 2008 con il romanzo Confessioni di una mente criminale, da cui è stato tratto l'omonimo spettacolo teatrale, per la regia di Marcello Cotugno, rappresentato tra l'altro al Todi Arte Festival 2009, con la direzione artistica di Maurizio Costanzo, e nelle carceri romane di Regina Coeli e Rebibbia, con il patrocinio del Garante dei Diritti dei Detenuti del Lazio.
Ha collaborato alla realizzazione di tre CD come coautore di musiche e testi. Alcune sue composizioni sono state inserite nelle principali piattaforme di musica digitale, su blog di musica e servizi internazionali di streaming musicale avanzato. Nel 2007 è stata messa in scena la commedia musicale, di cui è autore del testo e delle musiche, Era l'estate dell'amore per la regia di Claudio "Greg" Gregori. Ha lavorato come assistente del professor Maurizio De Benedictis alla cattedra di Storia del Cinema presso l'Università "La Sapienza" di Roma. Nel 2019 è stato tra i finalisti del Premio letterario “Giallo Ceresio”, con il racconto Grand Hotel due omicidi, e nel 2023 fra i quattro finalisti del Premio letterario “NebbiaGialla”,,, con il romanzo  Delitto di Ferragosto. È autore musicale e teatrale.

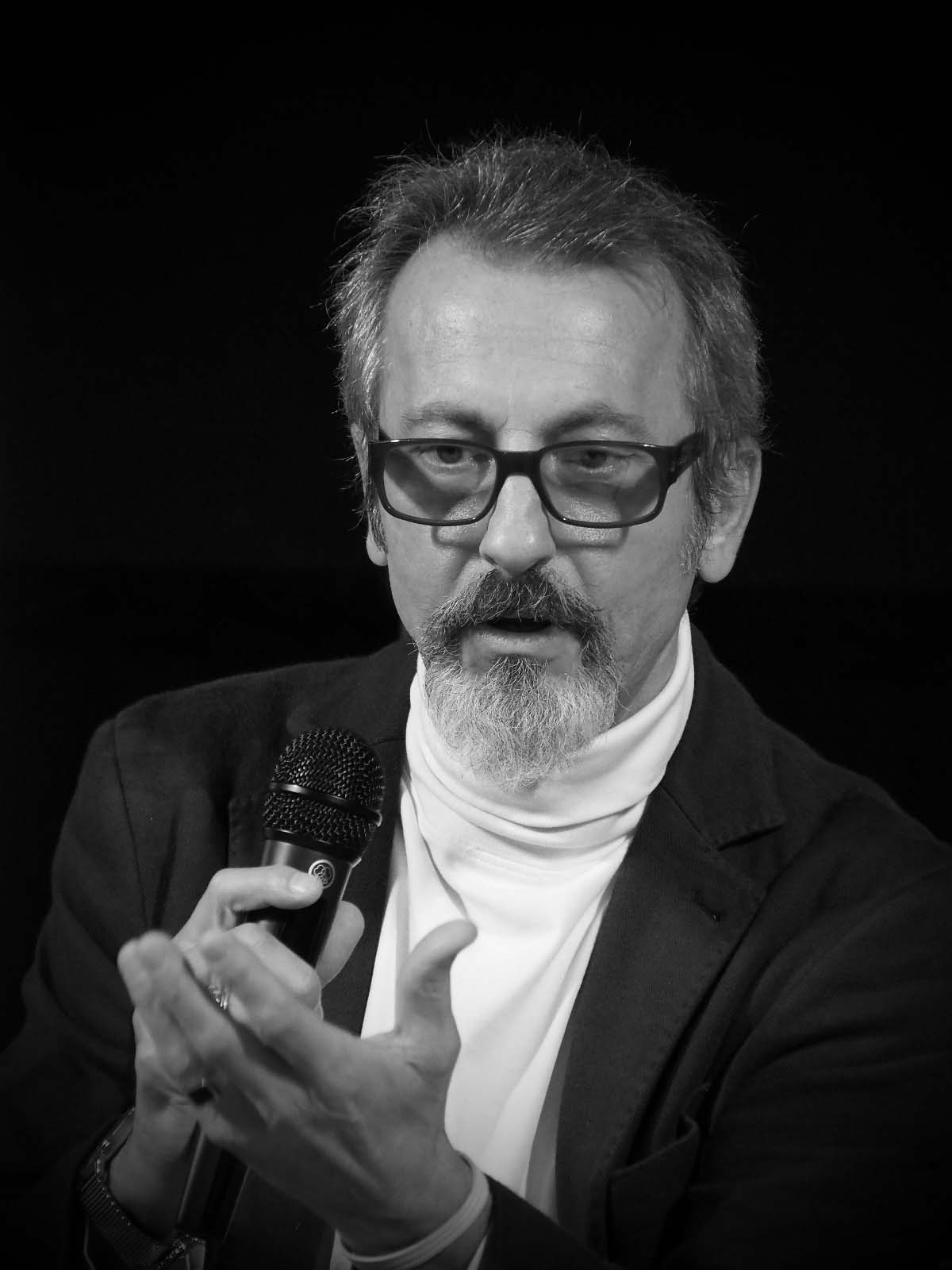
Premio NebbiaGialla 2023

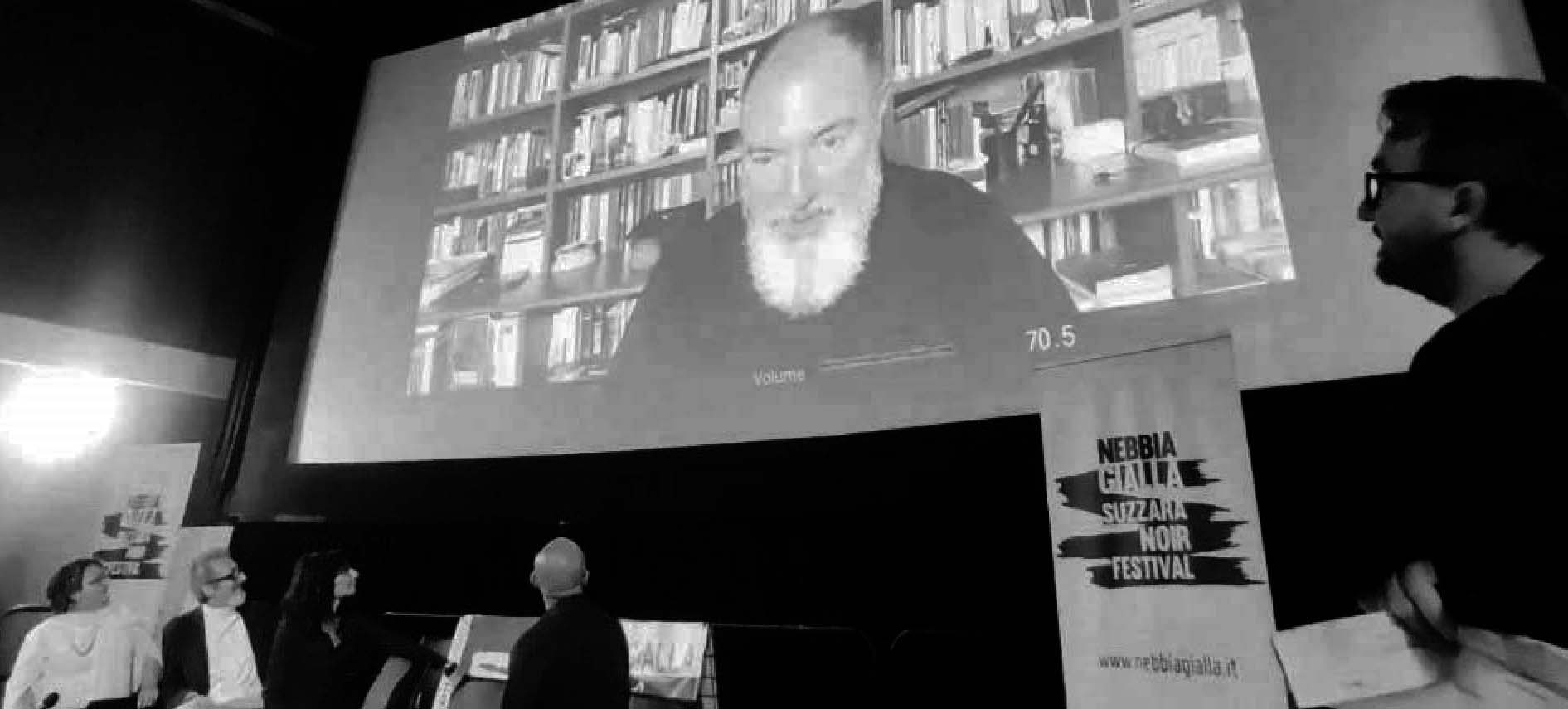
I finalisti del Premio NebbiaGialla 2023. Da sinistra Barbara Perna, Danilo Pennone, Chiara Montani, l’organizzatore della manifestazione, Paolo Roversi (in piedi, primo da destra), in collegamento con Carlo Lucarelli.

## Opere

### Racconti
- Diversivo coniugale, in Storie, n. 27/28, 1997
- Grand Hotel due omicidi, in Delitti di lago 4[10][11], n. 4, Morellini Editore, 2020 - ISBN 978-88-629-8744-8

### Romanzi
- Confessioni di una mente criminale, Newton Compton Editori, 2008 - ISBN 88-541-1021-3

#### Serie del commissario Mario Ventura
- Il cadavere del lago (Le indagini del commissario Ventura Vol. 1), Newton Compton Editori, 2019 - ISBN 978-88-227-2551-6
- Delitto alle saline (Le indagini del commissario Ventura Vol. 2), Newton Compton Editori, 2020 - ISBN 978-88-227-4293-3
- Delitto di Ferragosto (Le indagini del commissario Ventura Vol. 3), Newton Compton Editori, 2022 - ISBN 978-88-227-5976-4

### Saggi
- Il ritorno di Finn Mac Cool, in Abstracta,  n. 41, 1989
- I druidi d'Irlanda, in Abstracta, n. 51, 1990
- Le fate irlandesi, in Conservazione,  n. 13, 1990
- I Celti, miti e leggende, Stile Regina Editrice, 1990
- La semiosi dello specchio e il suo uso simbolico nel cinema americano, in Cimena, n. 3, 2006- ISBN 88-89604-14-X
- Flann O'Brien: uno scrittore fra eccentricità e sperimentazione, in Avanguardia, n. 34, 2007
- Il cibo e la fame nel cinema picaresco di Sergio Citti, in Cimena, n. 4, 2008- ISBN 978-88-89604-37-3
- Cinema spagnolo, in Cineuropa. Storia del cinema europeo, 2009- ISBN 978-88-89604-59-5
- Cinema portoghese, in Cineuropa. Storia del cinema europeo, 2009- ISBN 978-88-89604-59-5

### Audiolibri
- Il cadavere del lago (Le indagini del commissario Ventura Vol. 1), letto da Stefano Mondini, Audible Studios, 2020 - ASIN B08PBLWCXL

## Teatro
- 2007, Era l'estate dell'amore
- 2009, Confessioni di una mente criminale
- 2012, Un, deux, trois… Pam, Ham![12]

## Discografia
- 2004, Benedetto amore (Interbeat INTS 20-04)
- 2006, Bastava che ci capissimo io e i miei (Interbeat INT 01-06), distribuzione Storie di Note
- 2009, Il paese che non c'è (Interbeat INTS 09)
- 2012, Straniero (Interbeat - Musica&Teste M&T 03-12), distribuzione Egea